# Championnats de Slovaquie de tennis de table
Les Championnats de Slovaquie de tennis de table sont une compétition organisée par l'Association slovaque de tennis de table depuis 1993 pour les joueurs de tennis de table slovaques, dont les vainqueurs remportent le titre de champion de Slovaquie.

## Histoire
La compétition a lieu chaque année depuis 1993.
Ľubomír Pištej a remporté le plus grand nombre de titres en simple masculin avec 11, tandis que la détentrice du record féminin Barbora Balážová (en) a 10 titres.

## Palmarès
| №  | Année | Simples             | Simples               | Doubles                        | Doubles                                 | Doubles                             | U21            | U21                  |
| №  | Année | Messieurs           | Dames                 | Messieurs                      | Dames                                   | Mixte                               | Messieurs      | Dames                |
| -- | ----- | ------------------- | --------------------- | ------------------------------ | --------------------------------------- | ----------------------------------- | -------------- | -------------------- |
| 1  | 1993  | Janči Tomáš         | Budayová Renáta       | Kutis Anton Janči Vladimir     | Paučeková Miriam Frťalová Alena         | Grežo Martin Poliačková Zuzana      |                |                      |
| 2  | 1994  | Janči Tomáš         | Popova Valentina      | Grman Milan Janči Tomáš        | Popova Valentina Ódorová Eva            | Gáspár Ladislav Žgravčáková Júlia   |                |                      |
| 3  | 1995  | Janči Tomáš         | Popova Valentina      | Grman Milan Janči Tomáš        | Liskova Jarmila Paučeková Miriam        | Grežo Martin Sandorova Zuzana       |                |                      |
| 4  | 1996  | Janči Tomáš         | Popova Valentina      | Kutis Anton Janči Vladimir     | Popova Valentina Poliačková Zuzana      | Truksa Jaromír Popova Valentina     |                |                      |
| 5  | 1997  | Janči Vladimir      | Ódorová Eva           | Truksa Jaromír Janči Vladimir  | Popova Valentina Poliačková Zuzana      | Truksa Jaromír Popova Valentina     |                |                      |
| 6  | 1998  | Janči Vladimir      | Popova Valentina      | Truksa Jaromír Janči Vladimir  | Popova Valentina Poliačková Zuzana      | Konrád Peter Škultétyová Martina    |                |                      |
| 7  | 1999  | Truksa Jaromír      | Ódorová Eva           | Truksa Jaromír Bardoň Michal   | Popova Valentina Poliačková Zuzana      | Mihocko Vladimir Ódorová Eva        |                |                      |
| 8  | 2000  | Truksa Jaromír      | Popova Valentina      | Truksa Jaromír Janči Vladimir  | Popova Valentina Ódorová Eva            | Kutis Anton Lučenková Viktória      |                |                      |
| 9  | 2001  | Illáš Erik          | Ódorová Eva           | Illáš Erik Grežo Martin        | Popova Valentina Poliačková Zuzana      | Truksa Jaromír Ódorová Eva          |                |                      |
| 10 | 2002  | Illáš Erik          | Ódorová Eva           | Illáš Erik Bardoň Michal       | Frťalová Alena Lučenková Viktória       | Truksa Jaromír Ódorová Eva          |                |                      |
| 11 | 2003  | Truksa Jaromír      | Frťalová Alena        | Šereda Peter Illáš Erik        | Poliačková Zuzana Marčeková Viera       | Pištej Ľubomír Kmotorková Lenka     |                |                      |
| 12 | 2004  | Šereda Peter        | Ódorová Eva           | Pištej Ľubomír Šereda Peter    | Ódorová Eva Poliačková Zuzana           | Pištej Ľubomír Kmotorková Lenka     |                |                      |
| 13 | 2005  | Ľubomír Pištej      | Poliačková Zuzana     | Sereda Tomáš Jaslovský Martin  | Poliačková Zuzana Marčeková Viera       | Pištej Ľubomír Kmotorková Lenka     |                |                      |
| 14 | 2006  | Šereda Peter        | Ódorová Eva           | Šereda Peter Pištej Ľubomír    | Ódorová Eva Kmotorková Lenka            | Šereda Peter Balazova Barbora       |                |                      |
| 15 | 2007  | Ľubomír Pištej (2)  | Barbora Balážová (en) | Šereda Peter Sereda Tomáš      | Budayová Renáta Kmotorková Lenka        | Šereda Peter Balazova Barbora       |                |                      |
| 16 | 2008  | Thomas Keinath      | Marčeková Viera       | Illáš Erik Pištej Ľubomír      | Balazova Barbora Medříková Jana         | Šereda Peter Balazova Barbora       |                |                      |
| 17 | 2009  | Illáš Erik          | Marčeková Viera       | Šereda Peter Thomas Keinath    | Balazova Barbora Klačanská Iveta        | Šereda Peter Balazova Barbora       |                |                      |
| 18 | 2010  | Ľubomír Pištej (3)  | Marčeková Viera       | Šereda Peter Lelkeš Zoltán     | Kmotorková Lenka Medříková Jana         | Šereda Peter Balazova Barbora       |                |                      |
| 19 | 2011  | Ľubomír Pištej (4)  | Barbora Balážová (en) | Pištej Ľubomír Bardoň Michal   | Kmotorková Lenka Medříková Jana         | Sereda Tomáš Hudecová Soňa          |                |                      |
| 20 | 2012  | Ľubomír Pištej (5)  | Barbora Balážová (en) | Pištej Ľubomír Bardoň Michal   | Balazova Barbora Hudecová Soňa          | Šereda Peter Balazova Barbora       |                |                      |
| 21 | 2013  | Šereda Peter        | Barbora Balážová (en) | Pištej Ľubomír Šereda Peter    | Balazova Barbora Hudecová Soňa          | Ľubomír Pištej Barbora Balazova     |                |                      |
| 22 | 2014  | Yang Wang           | Barbora Balážová (en) | Kobes Kristián Fígeľ Jakub     | Cisáriková Adriana Daubnerová Andrea    | Wang Yang Jurkova Eva               |                |                      |
| 23 | 2015  | Yang Wang (2)       | Barbora Balážová (en) | Pištej Ľubomír Šereda Peter    | Balazova Barbora Malá Denisa            | Ľubomír Pištej Barbora Balazova     |                |                      |
| 24 | 2016  | Ľubomír Pištej (6)  | Tatiana Kukuľková     | Pištej Ľubomír Šereda Peter    | Eva Jurkova Holokova Dijana             | Novota Samuel Eva Jurkova           |                |                      |
| 25 | 2017  | Bai He              | Eva Jurkova           | Pištej Ľubomír Šereda Peter    | Eva Jurkova Truksová Lucia              | Keinath Thomas Eva Jurkova          |                |                      |
| 26 | 2018  | Yang Wang (3)       | Barbora Balážová (en) | Péter Ingemar Valuch Alexander | Labošová Ema Horváthová Simona          | Ľubomír Pištej Barbora Balazova     | Brat Adam      | Kukuľková Tatiana    |
| 27 | 2019  | Ľubomír Pištej (7)  | Barbora Balážová (en) | Pištej Ľubomír Kalužný Samuel  | Balazova Barbora Kukuľková Tatiana      | Pištej Ľubomír Kukuľková Tatiana    | Brat Adam      | Kukuľková Tatiana    |
| 28 | 2020  | Ľubomír Pištej (8)  | Eva Jurkova           | Gumáň Martin Zelinka Jakub     | Puchovanová Nikoleta Kukuľková Tatiana  | Pištej Ľubomír Kukuľková Tatiana    | Zelinka Jakub  | Puchovanová Nikoleta |
| 29 | 2021  | Ľubomír Pištej (9)  | Ema Labošová          | Pištej Ľubomír Brat Adam       | Puchovanová Nikoleta Kukuľková Tatiana  | Brat Adam Puchovanová Nikoleta      | Delinčák Filip | Labošová Ema         |
| 30 | 2022  | Alexander Valuch    | Tatiana Kukuľková     | Zelinka Jakub Zelinka Matúš    | Uríková Monika Marousková Monika        | Brat Adam Puchovanová Nikoleta      | Klajber Adam   | Labošová Ema         |
| 31 | 2023  | Ľubomír Pištej (10) | Barbora Balážová (en) | Ľubomír Pištej/ Jakub Zelinka  | Kukuľková Tatiana/ Labošová Ema         | Zelinka Jakub/ Puchovanová Nikoleta | Delinčák Filip | Wiltschková Dominika |
| 32 | 2024  | Peter Šereda        | Ema Labošová          | Ľubomír Pištej/ Jakub Zelinka  | Kukuľková Tatiana/ Puchovanová Nikoleta | Zelinka Jakub/ Puchovanová Nikoleta | Lovha Mykhailo | Illášová Adriana     |
| 33 | 2025  | Ľubomír Pištej (11) | Barbora Balážová (en) | Flóro Damián/ Goldír Jakub     | Kukuľková Tatiana/ Puchovanová Nikoleta | Arpáš Samuel/ Balážová Barbora      | Arpáš Samuel   | Darovcová Nina       |